# Lennart Sjögren (politiker)
För andra personer med samma namn, se Lennart Sjögren.
Johan Erik Lennart Sjögren, född 13 juni 1954 i Lycksele, Västerbottens län, var partisekreterare för Kristdemokraterna 2006-2010. Han var dessförinnan oppositionsråd i Gävle kommun. Han har varit politiskt aktiv sedan 1998.
Lennart Sjögren är gift och har tre barn. Han är bosatt i Valbo.